# Estadio Danie Craven
El Estadio Danie Craven es un recinto deportivo de usos múltiples situado en Coetzenburg, Sudáfrica. Forma parte de la Universidad de Stellenbosch. Su nombre rinde homenaje al que fuera jugador y entrenador de los Springboks Danie Craven. El estadio tiene capacidad para albergar 16000 personas y fue construido en 1979. 
Actualmente se utiliza para la mayoría de los encuentros de rugby. En la Copa Mundial de Rugby de 1995 acogió el partido entre Australia y Rumania, y fue el primer juego en el sur de África, donde la selección nacional no participó. 
El estadio también fue sede de la Copa del Mundo de Touch rugby de 2007 donde Australia revalidó el título de campeones mundiales por otros cuatro años. 
El equipo de cricket Boland también juega partidos en el estadio.
- Datos: Q2422623